# Готи (филм)
Готи (енгл. Gotti), америчка је биографска криминалистичка филмска драма из 1996. у режији Роберта Хармона, а главне улоге тумаче Арманд Асанте, Ентони Квин и Винсент Пасторе.
Џон Готи млађи, италијанско-амерички гангстер, постаје шеф једне од најмоћнијих криминалних породица у САД, мафијашке породице Гамбино у Њујорку. Ствари добијају неочекивани обрт када ФБИ коначно успе да га осуди.

## Радња
Филм почиње 1973. у Њујорку, а завршава се 1992. Готијевим затварањем. Коза ностра влада Њујорком, имају скоро апсолутну снагу. Готијева повезаност са три мафијаша је такође истакнута у филму: однос попут оца и сина са породичним подшефом, Анијелом „господином Нилом” Делакрочеом, његово дубоко, али тешко пријатељство са Готијевим чланом екипе и дугогодишњим пријатељем, Анђелом Руђером, и поштовање и максималну фрустрацију, као и како се осећао према човеку који је постао његов подшеф, Салватореу „Семи Бику” Гравану. Филм описује Готијев успон унутар криминалне породице Гамбино и његове чинове од војника, затим капетана (или капоа) и на крају шефа. Коначни наслов је постигнут кроз драматично јавно убиство шефа породице Гамбино Пола Кастелана 1985. Након Кастелановог убиства, филм се фокусира на правна суђења Џону Готију: једно за напад и два за изнуду под утицајем рекета и корумпираних организација (РИКО/RICO) статут. Готијева позната личност, ослобађајуће пресуде и медијска пажња су драматизовани. Филм се завршава Готијевом осудом и казном доживотног затвора у савезном затвору Мерион у Мериону, Илиној, јер Гравано постаје државни доказ и пристаје да сведочи против Готија. Филм је заснован првенствено на колумнама репортера Џерија Капеција, који је такође написао роман који је документовао Готијев успон и пад унутар криминалне породице Гамбино, и био је извршни продуцент филма заснованог на његовом роману.

## Улоге
| Глумац           | Улога                        |
| ---------------- | ---------------------------- |
| Арманд Асанте    | Џон Готи млађи               |
| Вилијем Форсајт  | Салваторе „Семи Бик” Гравано |
| Ентони Квин      | Анијело „Нил” Делакроче      |
| Винсент Пасторе  | Анђело Руђеро                |
| Френк Винсент    | Роберт Ди Бернардо           |
| Ричард Сарафијан | Пол Кастелано                |
| Доминик Кијанеси | Џозеф Армоне                 |
| Рејмонд Сера     | Френк Локашио                |
| Тони Сирико      | Џо Д'Миглиа                  |
| Ал Вексмен       | Брус Катлер                  |
| Скот Коен        | Џин Готи                     |
| Роберт Миранда   | Френк Де Чико                |
| Марк Лоренс      | Карло Гамбино                |
| Алберта Вотсон   | Викторија Готи               |
| Тони Де Сантис   | Џон Фавара                   |
| Џери Мендичино   | Питер Готи                   |
| Јенк Азман       | судија Никерсон              |
| Френк Круделе    | Николас Скибета              |
| Френк Пелегрино  | Кармајн Русо                 |
| Мајкл А. Миранда | Ралф Галионе                 |
| Најџел Бенет     | Брус Мау                     |
| Џорџ Т. Одом     | вођа црнаца                  |
| Власта Врана     | Ромуал Пиецик                |